# 卡利缅基农村居民点
卡利缅基农村居民点（俄语：Клименковское сельское поселение）是俄罗斯联邦别尔哥罗德州韦伊杰列夫卡区所属的一个农村居民点。其下辖有2个居民点，行政中心为卡利缅基。据2016年统计，该农村居民点的人口为954人。